# 14654 Rajivgupta
14654 Rajivgupta este un asteroid din centura principală de asteroizi.

## Descriere
14654 Rajivgupta este un asteroid din centura principală de asteroizi. A fost descoperit pe 22 decembrie 1998 la Kitt Peak National Observatory în cadrul proiectului Spacewatch. Asteroidul prezintă o orbită caracterizată de o semiaxă mare de 3,15 ua, o excentricitate de 0,14 și o înclinație de 1,5° în raport cu ecliptica.